# Бушава азбука
Бушава азбука (прев. разбарушена азбука) је југословенска телевизијска серија снимљена 1985. године у продукцији ТВ Скопље.

## О серији
Серија садржи 31 епизоду (толико слова има у македонском језику). Цртеже за ову емисију је урадио Душан Петричић. 

## Улоге
| Глумац               | Улога                |
| -------------------- | -------------------- |
| Петре Арсовски       |                      |
| Марин Бабић          |                      |
| Јовица Михајловски   | Келавиот             |
| Ненад Стојановски    |                      |
| Александар Цамински  | (као Сашо Цамински)  |
| Ђорђи Јолевски       | Кловн                |
| Ана Костовска        |                      |
| Софија Куновска      |                      |
| Соња Михајлова       |                      |
| Кирил Ристоски       | (као Кирил Ристески) |
| Драган Спасов Дац    |                      |
| Светлана Стојановска |                      |
| Мими Таневска        |                      |
| Гоце Тодоровски      |                      |
| Синоличка Трпкова    |                      |

Комплетна ТВ екипа ▼
| Редитељ     | Слободан Унковски |
| Сценариста  | Горан Стефановски |
| Сценограф   | Милица Ејдус      |
| Костимограф | Георги Здравев    |